# Omarosa Manigault Newman
Omarosa Manigault Newman (ur. 5 lutego 1974 w Youngstown) – amerykańska osobowość telewizyjna oraz urzędniczka.

## Życiorys
W 1996 roku ukończyła studia licencjackie z zakresu dziennikarstwa na Central State University w Wilberforce, odbyła następnie studia magisterskie na Uniwersytecie Howarda w Waszyngtonie.
W 2004 roku wzięła udział w reality show The Apprentice, uczestniczyła następnie w programach Girls Behaving Badly (2004), Nieustraszeni (2005), The Surreal Life (2005) i ponownie The Apprentice (2008 i 2013). W 2010 roku była gospodarzem randkowego teleturnieju The Ultimate Merger.

### Działalność polityczna

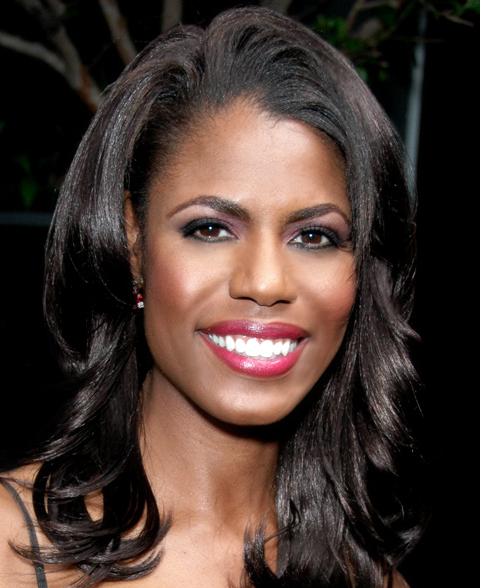
Omarosa Manigault Newman (2008)

W latach 90. pracowała w biurze wiceprezydenta Ala Gore’a, następnie była pracownicą Departamentu Handlu. Należała także do Partii Demokratycznej.
Zaangażowała się w 2016 roku w kampanię prezydencką Donalda Trumpa. Po objęciu przez niego urzędu prezydenta Stanów Zjednoczonych Manigault od stycznia do grudnia 2017 roku pracowała w Białym Domu. Zaprzeczyła zaprzeczyła informacjom, według których miała zostać zwolniona.
Po zakończeniu pracy w Białym Domu Manigault przyjęła krytyczne stanowisko wobec Donalda Trumpa. Na podstawie swoich doświadczeń zawodowych napisała książkę pod tytułem Unhinged.

## Procesy sądowe
Po 2017 roku została skazana na ponad 60 tys. dolarów grzywny z powodu niedostosowania się do federalnego wymogu złożenia oświadczenia finansowego po zakończeniu pracy w Białym Domu.
20 kwietnia 2022 roku decyzją sądu arbitrażowego otrzymała ponad 1,3 mln dolarów zadośćuczynienia.

## Życie prywatne
Córka Jacka i Theresy; ojciec został zamordowany, gdy Omarosa miała 7 lat. Miała starszego brata i starszą siostrę, którzy zmarli w latach odpowiednio 2011 i 2016.
W 2000 roku poślubiła Aarona Stallwortha, jednak para rozwiodła się po 5 latach; wówczas Omarosa nosiła podwójne nazwisko Manigault-Stallworth. W 2010 roku związała się z aktorem Michaelem Clarkiem Duncanem, pozostając z nim w związku partnerskim do jego śmierci w 2012 roku. 8 kwietnia 2017 roku poślubiła Johna Allena Newmana; ceremonia odbyła się wewnątrz waszyngtońskiego Trump International Hotel.